# Cryptotendipes casuarius
Cryptotendipes casuarius är en tvåvingeart som först beskrevs av Henry Keith Townes, Jr. 1945.  Cryptotendipes casuarius ingår i släktet Cryptotendipes och familjen fjädermyggor. Inga underarter finns listade i Catalogue of Life.